# Guido Marussig
Guido Marussig, né le 14 décembre 1885 à Trieste et mort le 20 décembre 1972 à Gorizia, est un peintre italien.

## Biographie
Né le 14 décembre 1885 à Trieste, Guido Marussig étudie à l'Académie des beaux-arts de Venise et obtient une bourse qui lui permet de s'installer définitivement à Milan.
Il meurt le 20 décembre 1972 à Gorizia.